# Juan II de Núremberg
Juan II de Núremberg (en alemán: Johann II. von Nürnberg), llamado el Adquiridor (der Erwerber) (c. 1309-1357) fue burgrave de Núremberg de la casa de Hohenzollern. Era el primogénito de Federico IV de Núremberg y Margarita de Görz.

## Vida
Sucedió a su padre en 1332. Obtuvo su nombre el Adquirente debido a como aumentó las posesiones de los Hohenzollern durante su gobierno. Adquirió el castillo de Plassenburg en Kulmbach con el condado de Kulmbach por el contrato de herencia que se hizo efectivo tras la desaparición de sus propietarios, los condes de Orlamünde en 1340. Durante su mandato, se produjo una plaga, que se cobró numerosas víctimas en Núremberg. Muchos judíos fueron asesinados, al ser considerados responsables de la epidemia, sin que los burgraves hicieran nada por evitarlo.

## Familia e hijos
Casó con la condesa Isabel de Henneberg, hija de Berthold VII, conde de Henneberg-Schleusingen, antes del 3 de marzo de 1333. Fueron padres de:
1. Federico V, Burgrave de Nuremberg (antes del 3 de marzo de 1333 – 21 de enero de 1398).
2. Margarita (fallecida en 1377), casada en 1359 en Landshut con Esteban II, duque de Baviera.
3. Elisabeth (murió ca 1383), casado en 1360, Ulrico, conde de Schaunberg.
4. Ana (fallecida en 1383), abadesa de Birkenfeld y de Himmelkron.
5. Adelaida, monja en Birkenfeld de 1361 a 1370.